# Coot van Doesburgh
Jacoba Dorothea (Coot) Semeijns de Vries van Doesburgh (Den Haag, 18 november 1943) is een Nederlands tekstdichter, auteur en vertaalster.

## Biografie
Na enige jaren gewerkt te hebben als copywriter schreef Van Doesburgh, telg uit het geslacht Van Doesburgh, in 1980 het kinderboek Buster en Benjamin en de teksten van alle liedjes van de gelijknamige lp. Daarna werd ze columnist en/of tv-criticus voor diverse dagbladen (Het Parool, Het Vrije Volk, NRC Handelsblad) en magazines (onder andere Viva en Elle). In 1987 speelde ze de rol van Astrid in de film Eén Maand Later. In de jaren 90 ging ze zich toeleggen op het vertalen (meestal vanuit het Engels) van films, toneelstukken en musicals, alsmede het schrijven en vertalen van songteksten voor diverse Nederlandse artiesten. Teksten voor Paul de Leeuw schrijft Van Doesburgh sinds 1993, bijvoorbeeld het nummer Vleugels van mijn vlucht, een vertaling van Bette Midlers song Wind Beneath My Wings. In 1994 was Van Doesburgh de tekstdichter van het liedje Waar is de zon waarmee Willeke Alberti het Nationaal Songfestival won. Op het Eurovisiesongfestival in datzelfde jaar had het weinig succes, maar in Nederland werd het een klassieker. Ook schrijft ze teksten voor producties van Opus One, waar ze lid is van het creatieve team. In 2003 vertaalde Van Doesburgh alle songs van de musical Mamma Mia!. De vertalingen werden voorgezongen aan de oorspronkelijke tekstdichter Bjorn Ulvaeus die ze beoordeelde op klank. In 2008 tekende ze voor de nieuwe vertaling van het script en de songs van de musical Man van La Mancha. In 2010 verscheen van haar hand de liedbundel LICHT waarin ze honderd kerkgezangen en traditionals voorzag van een nieuwe tekst. Karin Bloemen bracht de gelijknamige cd LICHT uit waarop liedjes uit deze bundel te horen waren.
Naast vele songs voor Paul de Leeuw en Willeke Alberti schreef Van Doesburgh ook voor Simone Kleinsma, Karin Bloemen, Gordon, Ruth Jacott, Corry Brokken, Angela Groothuizen en Edwin Schimscheimer.

## Theater

### Vertalingen / teksten Opus One
- Peter Pan (1995)
- De klokkenluider van de Notre Dame (1999)
- Een midzomernachtsdroom (2000)
- Belle en het Beest (2001)
- Buster en Benjamin (2003)
- Tijl Uilenspiegel (2003)
- Jungle Book (2004, 2002 en 1996)
- Alice in Wonderland (2004)
- Ollie B. Bommel en Tom Poes in de Trullenhoedster (2006 en 1998)
- Willekes Jubileumconcert Goud (2006)
- De Kleine Prins (2007)
- The Fantasticks (2008)
- Man van La Mancha (2008)

### Vertalingen / teksten andere producenten
- Cabaret (1989) - musical
- Funny Girl (1991) - musical
- Zonder Ernst (1992-1994) - televisie
- Wie is er bang voor Virginia Woolf? (2005) - toneel
- A Chorus Line (2002) - musical
- Momenten van Geluk (1995) - toneel
- Masterclass (1997) - toneel
- Hoog Tijd (1999) - toneel
- Copacabana (2002) - musical
- Mamma Mia! (2003) - musical
- Sweet Charity (2005) - musical
- De Geit of Wie is Sylvia? (2009) - toneel

## Films
- Eén Maand Later (1987) - rol Astrid
- Ondertiteling van diverse Engelstalige films, waaronder A Fish Called Wanda en diverse films van Monty Python
- Suske en Wiske - De Texas Rakkers (2009) - Vlaamse tekst hertaald naar het Nederlands.

## Televisie
- Vrijdagavond met Van Willigenburg (1991) KRO - redactie
- Zonder Ernst (1992-1993) - vertaling en bewerking
- Mijn Dochter en Ik (1995) - vertaling en bewerking
- Zeeuws Meisje (1997) VPRO, 7 afleveringen - te zien als Leidse Dame
- Villa Felderhof (1998) - Rik Felderhof ontvangt Van Doesburgh en Ralph Inbar
- Sprookjes uit het Land van de Rijzende Zon (2001) VPRO - bewerking traditionele Japanse sprookjes
- Nationaal Songfestival 2003 - te zien als Jurylid

## Boeken
- Buster en Benjamin (1980)
- Top Girls (1986)
- Het Ongetrainde Lichaam (1987) - verzamelde sport-columns
- Wij Denken niet in Kleur (1990)
- De Taalvos Engels (1994) - alfabetische lijst met ruim 450 vaak verkeerd vertaalde Engelse woorden en uitdrukkingen
- Een Rare Familie (1999) - gedichtjes, met tekeningen van Philip Hofman
- Buster en Benjamin (2002) - script van de gelijknamige voorleesmusical
- Grenada, Liefde voor een eiland (2009)
- LICHT, 100 liedjes voor iedereen (2010)
- Daarnaast werkte ze mee aan de volgende bundels: De Vierde Deur, De Negende Deur, Het Beste Nederlandse Elftal Aller Tijden en Literaire IJspret, de Mooiste Verhalen over Schaatsen

## Prijzen
Van Doesburghs vertaling van de musical A Chorus Line was genomineerd voor de John Kraaijkamp Musical Award 2002 voor Beste Vertaling. En haar vertaling Mamma Mia! werd genomineerd voor de John Kraaijkamp Musical Award 2004.
- Digitale Bibliotheek voor de Nederlandse Letteren: does099
- International Standard Name Identifier: 0000 0003 6915 0085
- MusicBrainz: 363105e5-bd46-4de0-ac44-f05f36b0b51d
- Nederlandse Thesaurus van Auteursnamen: 070895880
- Virtual International Authority File: 284511147
- WorldCat: E39PBJy8vcWGyjg8cPyc48CxXd